# Ealing Central and Acton (circonscription du Parlement britannique)
Pour les articles homonymes, voir Croydon (homonymie).
Circonscription parlementaire de la Chambre des communes
La circonscription d'Ealing Central and Acton est une circonscription électorale anglaise située dans le Grand Londres, et représentée à la Chambre des communes du Parlement britannique.

## Géographie
La circonscription comprend :
- Le quartier londonien d'Ealing
- Le district d'Acton
- L'est du Borough londonien d'Ealing

## Députés
Les Members of Parliament (MPs) de la circonscription sont :
| Législature                                                                                                  | Années       | Député | Député     | Parti        |
| --- | ------------ | ------ | ---------- | ------------ |
| Ealing Central and Acton issue de Ealing, Ealing, Acton and Shepherd's Bush, Ealing Southall et Ealing North |              |        |            |              |
| 55e | 2010–2015    |        | Angie Bray | Conservateur |
| 56e | 2015–2017    |        | Rupa Huq   | Travailliste |
| 57e | 2017–2019    |        | Rupa Huq   | Travailliste |
| 58e | 2019–Présent |        | Rupa Huq   | Travailliste |

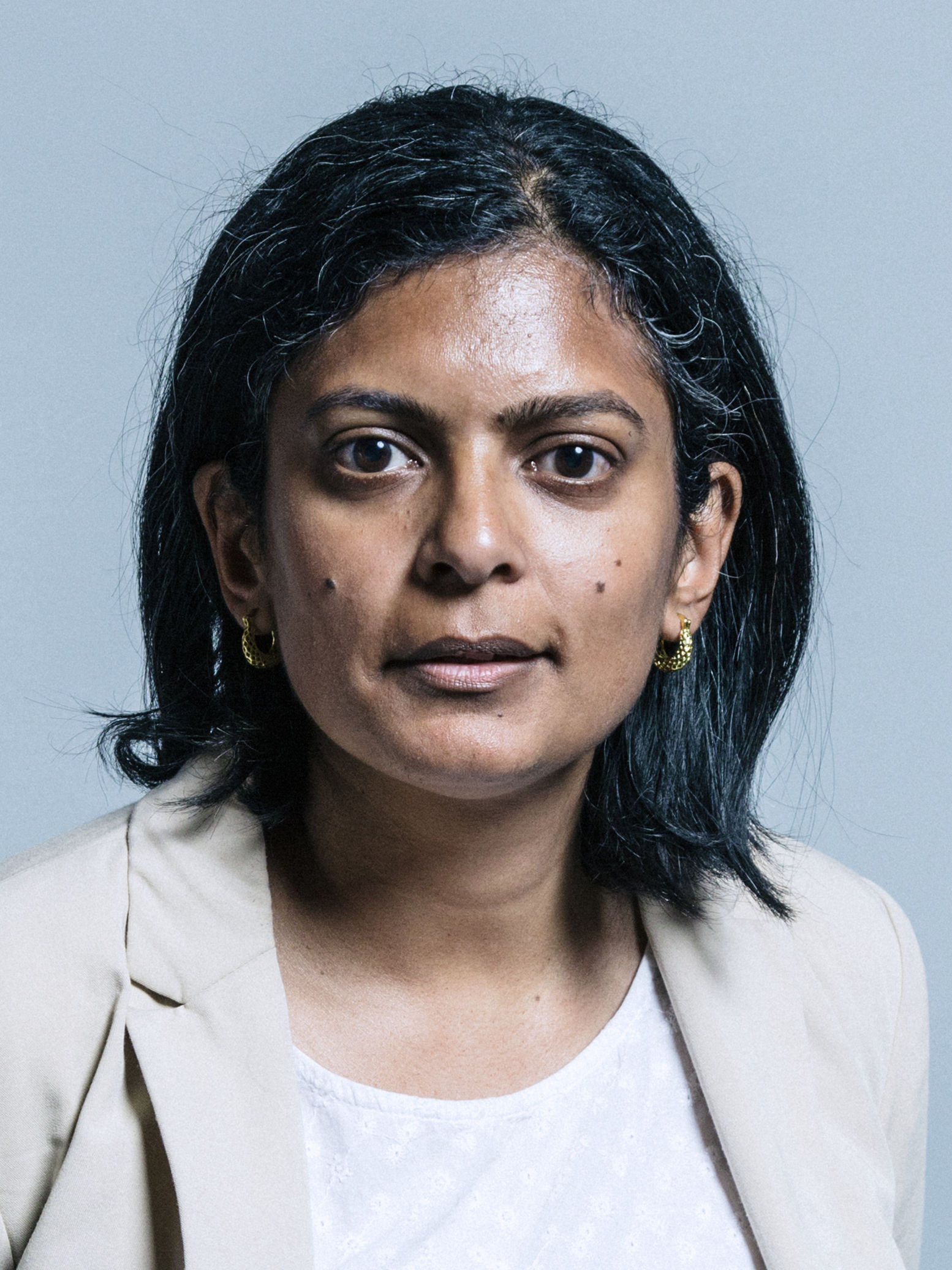
Rupa Huq (2015-Présent)